# Édouard Riou

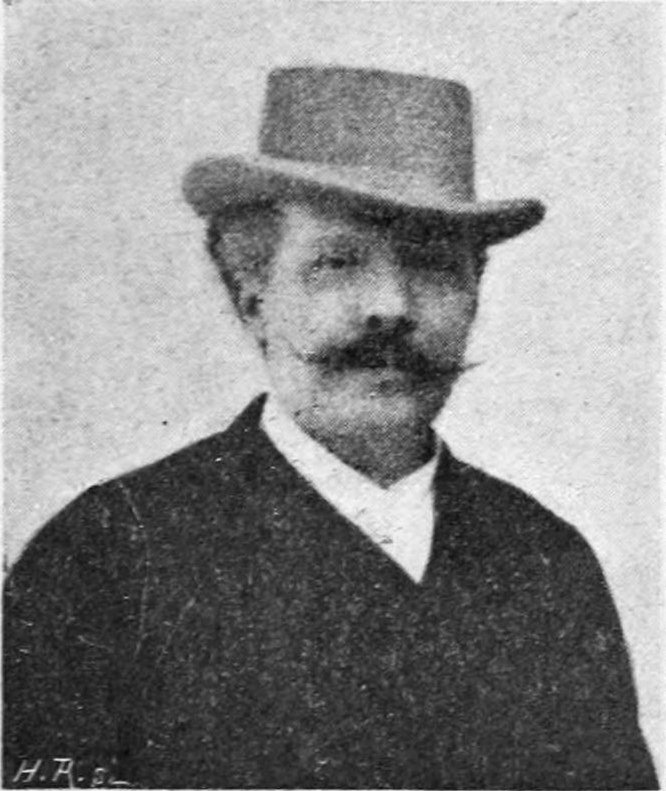
Édouard Riou

Édouard Riou (Saint-Servan, Ille-et-Vilaine, 2 de dezembro de 1833 – Paris, 27 de janeiro de 1900) foi um pintor e ilustrador francês. Ele foi o autor das ilustrações de seis romances de Júlio Verne e de inúmeras outras obras renomadas.

## Colaboração com Júlio Verne
Sua colaboração com o escritor Júlio Verne começou em 1865, com a publicação de Cinco semanas em um balão. No total foram seis romances de Verne ilustrados por Riou:
- Cinco semanas em um balão  - com 51 ilustrações, sendo 40 ilustrações realizadas por Riou;
- O capitão Hatteras - com 259 ilustrações, sendo 190 de Riou;
- Viagem ao centro da Terra
- Os filhos do capitão Grant
- 20 mil léguas submarinas - com 111 ilustrações, sendo 24 de Riou, nos cinco primeiros capítulos;
- O Chancellor - com 45 ilustrações de Riou.

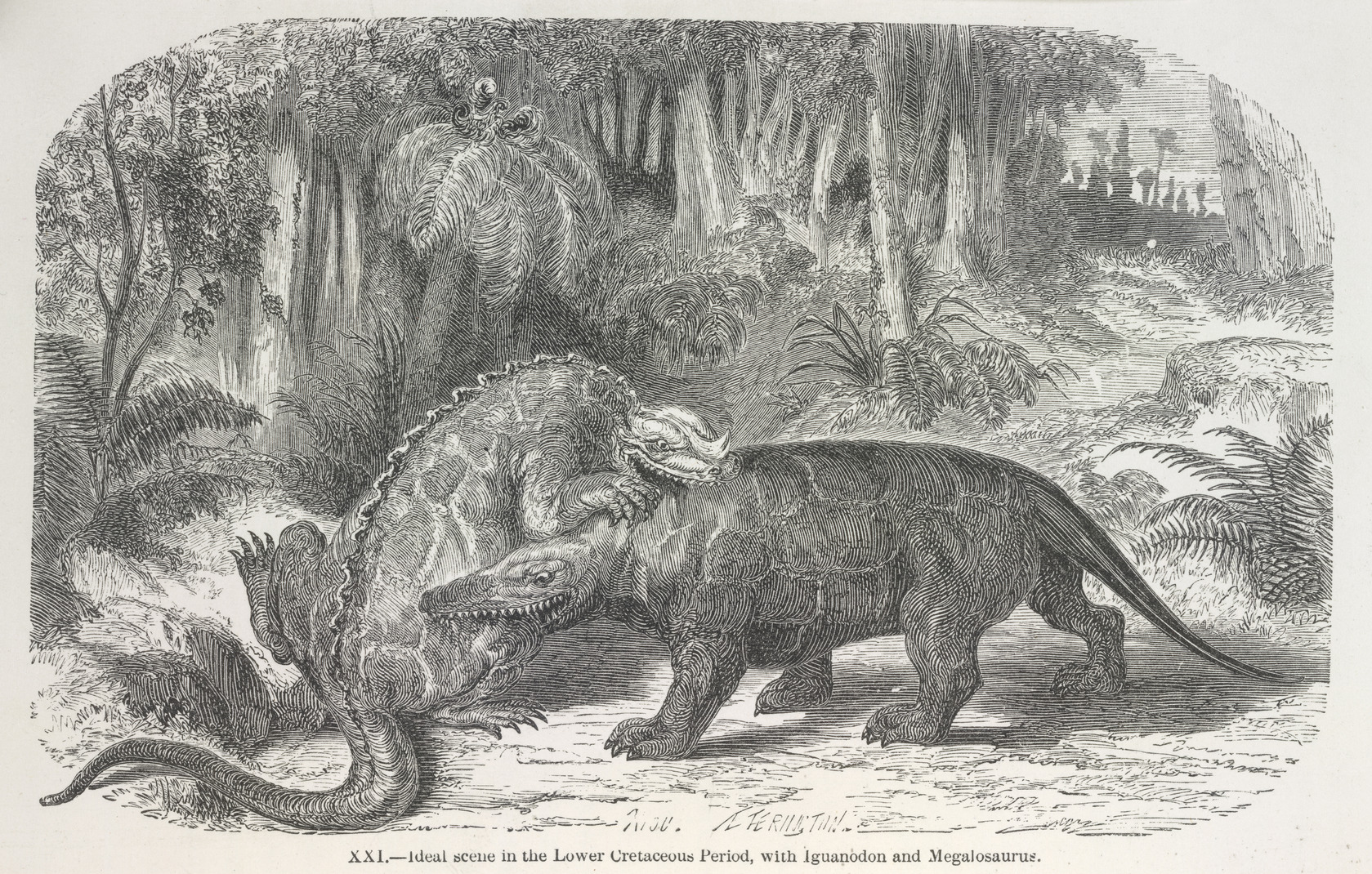
La terre avant le deluge of Iguanodon battling Megalosaurus
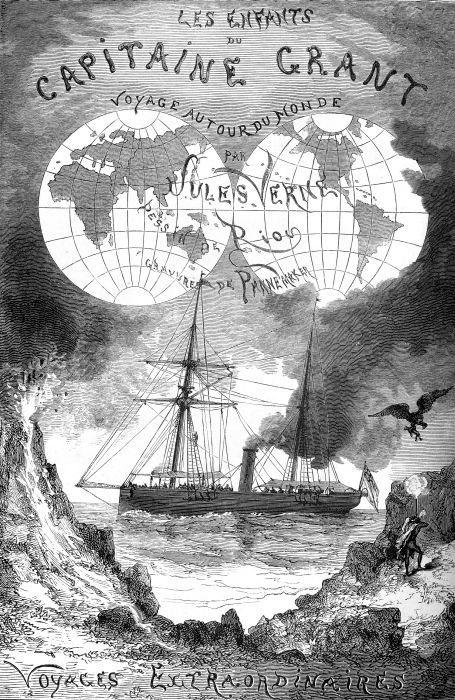
Les enfants du capitaine Grant
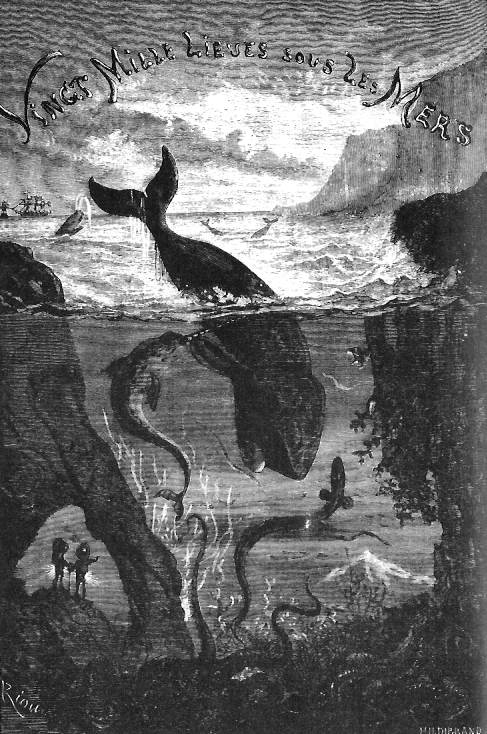
Vingt mille lieues sous les mers
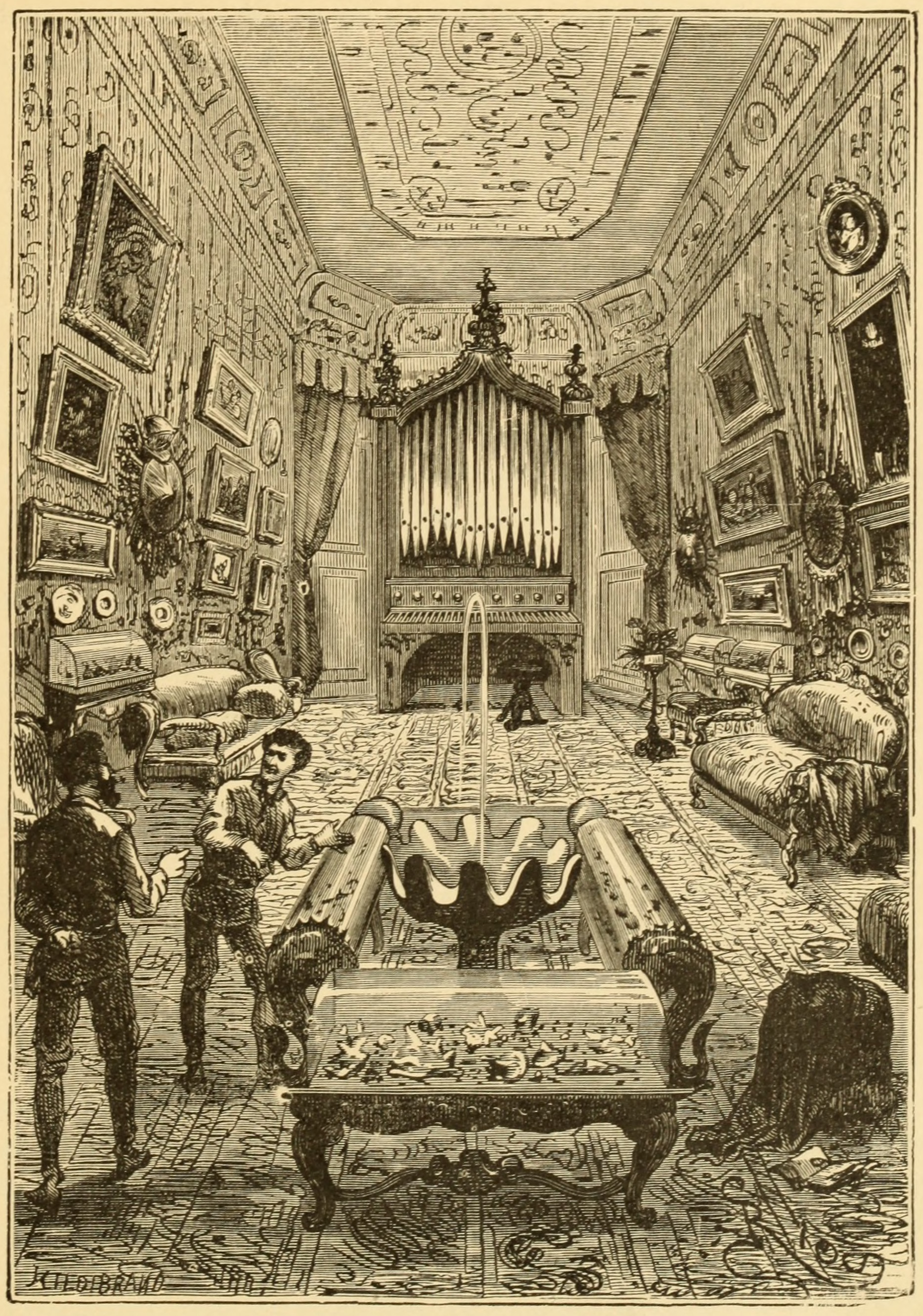
Salão do Náutilus em Vinte mil léguas submarinas